# Boeil-Bezing
Boeil-Bezing é uma comuna francesa na região administrativa da Nova Aquitânia, no departamento dos Pirenéus Atlânticos. Estende-se por uma área de 8,51 km². Em 2010 a comuna tinha 1 340 habitantes (densidade: 157,5 hab./km²).